# Чапля Іван Кирилович
Іва́н Кири́лович Ча́пля (2 листопада 1903; с. Миколаївка, Новомосковський район, Дніпропетровська обл. — 21 січня 1972; Ніжин) — український письменник, мовознавець, літературознавець, педагог. 

## Біографія
Чапля Іван Кирилович народився 15 листопада 1903 р. у с. Миколаївка Новомосковського району Дніпропетровської області в селянській родині. Рідний брат відомого в еміграції мовознавця, літературознавця, прозаїка Василя Чапленка. У 1921 році закінчив середню школу та вступив до Новомосковського педагогічного технікуму, який закінчив у 1925 році. Працював учителем початкових та середніх шкіл, навчався в Катеринославському ІНО, згодом перейменованому у Дніпропетровський університет (диплом отримав у 1935 році). З 1935 по 1939 р. очолював кафедру української мови і був деканом філологічного факультету Ніжинського педагогічного інституту.  Проте несприятливі умови праці (арешти, репресії, доноси) змусили письменника повернутися до Дніпропетровського університету. Протягом десяти років (1925-1935) писав нариси, новели, оповідання («Злодій», «Зайва їжа», «Кривава усмішка», «Біле бидло», «Хліб» та ін.) та публікував їх у журналах «Зоря», «Червоний шлях», «Життя і революція», «Нова громада».  У 1939 році пішов на фронт, а після закінчення Другої світової війни деякий час працював у Дніпропетровському університеті доцентом, завідувачем кафедри української літератури. У 1950 захистив кандидатську дисертацію. У зв'язку з виїздом на еміграцію його рідного брата Василя Чапленка Іван Чапля зазнавав ворожого ставлення до себе від офіційної влади. У 1962 році його було звільнено з посади завідувача кафедри української літератури. У вересні цього ж року він переїхав до Ніжина, де продовжив займатись науковою роботою. У 1966 захистив докторську дисертацію на тему »Українська літературно-демократична і літературна критика», у 1968 р. йому було присвоєно звання професора. Помер 21 січня 1972 року у Ніжині.

## Наукові праці
Бібліографія наукових праць І. Чаплі нараховує 30 досліджень з літературознавства і 7 — із мовознавства, серед них монографія «Прислівники в українській мові» (Харків, 1960). Наукові праці І. Чаплі з літературознавства присвячені літературній критиці, творчості Т. Шевченка, українсько-російським літературним зв’язкам, літературному процесу 30‒50-х років XX ст.
Найголовнішими літературознавчими доробками І. Чаплі є його праці: «Публіцистика та літературна критика Лесі Українки» (1958), «Становлення нової української літератури і основоположна роль Т. Шевченка в цьому процесі» (1960), «Павло Грабовський — критик і публіцист» (1965), «Украинская революционно-демократическая литературная критика (последняя четверть XIX — начало XX века)» (1966).